# Liste der Naturdenkmale in Wallerfangen
Die Liste der Naturdenkmale in Wallerfangen nennt die auf dem Gebiet der Gemeinde Wallerfangen im Landkreis Saarlouis im Saarland gelegenen Naturdenkmale.

## Naturdenkmale
| Bild            | Bezeichnung         | Ort                                                      | Beschreibung                                                                   | Art | Nr.        |
| --------------- | ------------------- | -------------------------------------------------------- | ------------------------------------------------------------------------------ | --- | ---------- |
| Fotos hochladen | Sudelfels           | Wallerfangen Ihn 49° 20′ 11,1″ N, 6° 36′ 23,7″ O)        | östlich der Straße Niedaltdorf-Ihn; ca. 500 m nördlich des Ihner Weihers       |     | D 3.07.001 |
| BW              | 3 Tobel im Blauloch | Wallerfangen 49° 18′ 56,8″ N, 6° 40′ 36,8″ O)            | 2,5 km südwestlich von Wallerfangen; Steilabfall zwischen Humburg und Blauwald |     | D 3.07.002 |
| BW              | 2 Rosskastanien     | Wallerfangen Bedersdorf 49° 18′ 20,9″ N, 6° 38′ 41″ O)   | an der Straßengabelung am Ortsausgang von Bedersdorf (Margarethenstraße)       |     | D 3.07.003 |
| BW              | 1 Linde             | Wallerfangen Ittersdorf 49° 17′ 47,4″ N, 6° 39′ 10,2″ O) | an der katholischen Kirche in Ittersdorf. Gefällt.                             |     | D 3.07.004 |